# Złoć pochwolistna
Złoć pochwolistna (Gagea spathacea (Hayne) Salisb.) – gatunek rośliny z rodziny liliowatych (Liliaceae).

## Rozmieszczenie geograficzne
Występuje w Europie Środkowej na obszarze od Francji na zachodzie po środkową część Rosji na wschodzie oraz na Kaukazie. W Polsce jest gatunkiem rzadkim; rośnie tylko w północnej części kraju.

## Morfologia

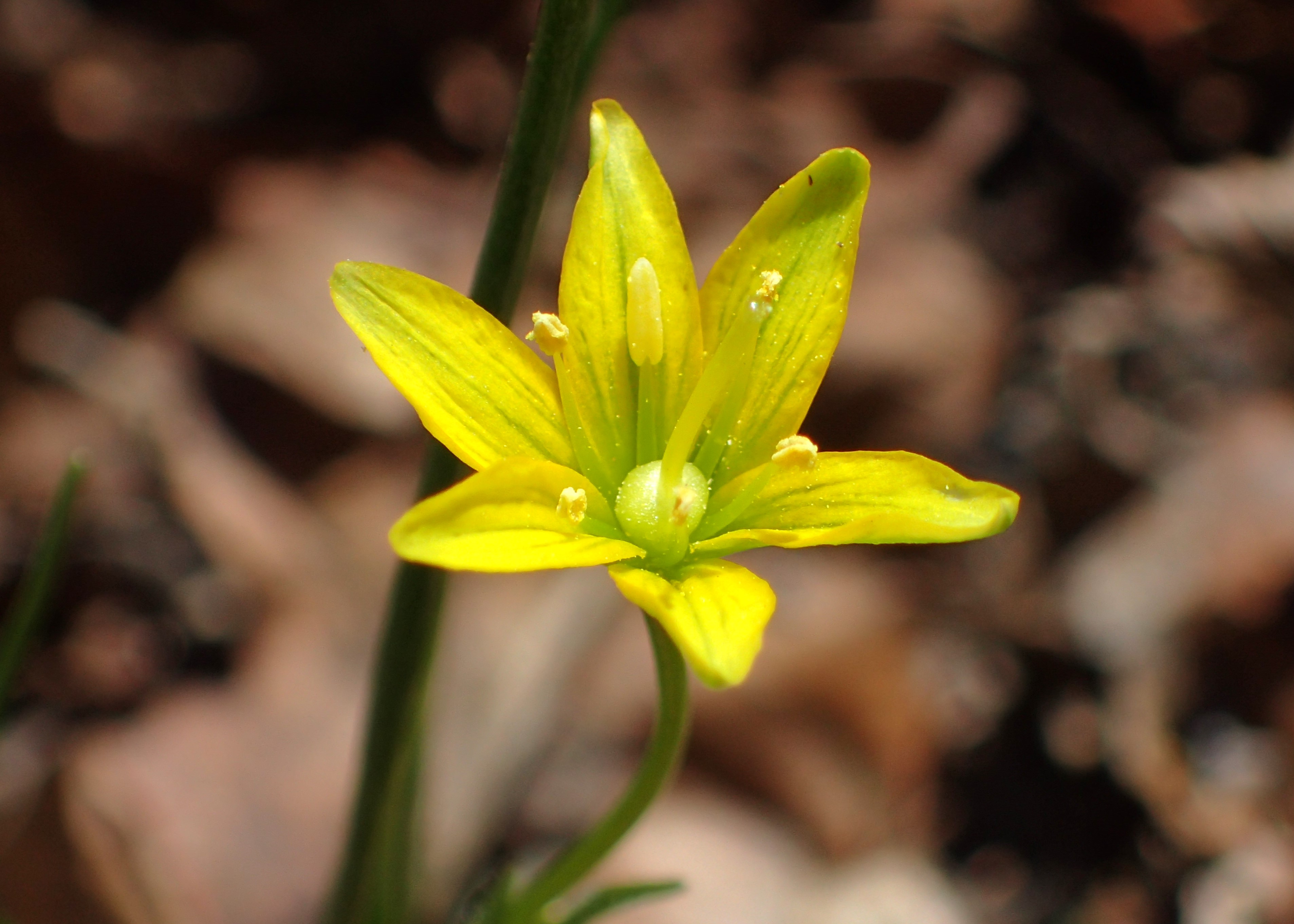
Kwiat

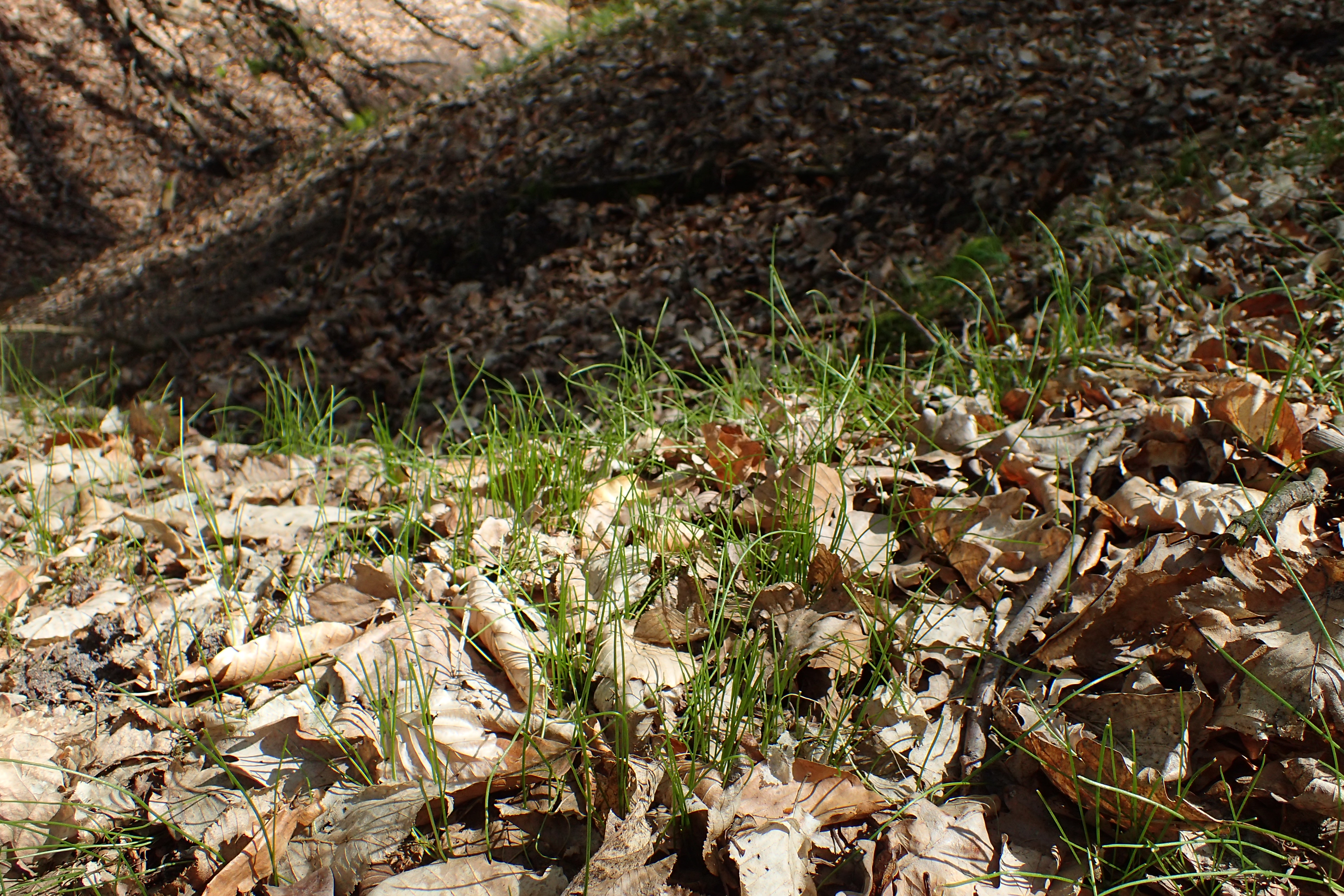
Płat złoci pochwolistnej bez roślin kwitnących

CebulaObok cebuli głównej wewnątrz łupiny jedna lub dwie siedzące cebulki boczne.
ŁodygaDo 15 cm wysokości.
LiścieDwa nitkowate, półkoliste w przekroju, puste wewnątrz liście odziomkowe. Liście łodygowe pochwowate.
KwiatySzypułka naga, 2-3 razy dłuższa od kwiatu. Działki kielicha tępe.

## Biologia i ekologia
Bylina, geofit. Rośnie w wilgotnych lasach. Kwitnie w kwietniu i maju.

## Zagrożenia i ochrona
Roślina umieszczona na Czerwonej liście roślin i grzybów Polski (2006) w grupie gatunków rzadkich (kategoria zagrożenia: R). W wydaniu z 2016 roku otrzymała kategorię NT (bliski zagrożenia).